# 馬黑木一世
馬黑木一世（I. Mahmud，?—?），西喀喇汗国第八代汗，曼苏尔·阿里的曾孙。1097年，蘇來曼·本·達吾提之后，馬黑木一世被塞尔柱王朝立为西喀喇汗。西喀喇汗国是塞尔柱王朝的附庸，馬黑木一世在位不久，塞尔柱王朝又改任基博拉伊尔为喀喇汗。
| 前任： 蘇來曼·本·達吾提 | 西喀喇汗国可汗 1097年—1099年 | 繼任： 基博拉伊尔 |